# Los tres estigmas de Palmer Eldritch
Los tres estigmas de Palmer Eldritch (The Three Stigmata of Palmer Eldritch) es una novela de ciencia ficción publicada en 1965 por Philip K. Dick, y finalista de la edición de 1965 del Premio Nébula a la mejor novela. Al igual que otras novelas de Dick, Los tres estigmas de Palmer Eldritch construye una compleja estructura de capas de realidad e irrealidad. También es una de las primeras obras en que Dick explora temas religiosos.

## Argumento

### Contexto
Los tres estigmas de Palmer Eldritch tiene lugar en algún momento del siglo XXI. Bajo la autoridad de las Naciones Unidas, la humanidad ha colonizado todos los planetas habitables y sus lunas en el sistema solar.
La vida para muchos colonos es físicamente desalentadora y psicológicamente monótona, de manera que la ONU debe imponer la colonización a los individuos. La mayoría de los colonos se entretienen usando personajes y accesorios miniaturizados por una multinacional, Equipos P.P. La compañía además produce Can-Di, un alucinógeno ilegal, pero ampliamente accesible, que permite a sus consumidores "trasladarse" temporalmente al mundo de Perky Pat, su personaje. Así, los colonos pueden experimentar una versión idealizada de la vida en la Tierra, en una experiencia inconsciente colectiva. Equipos P.P. tiene en plantilla diversos precogs que predicen el futuro para determinar la viabilidad de nuevos accesorios.
La vida en la Tierra también es dura puesto que la temperatura global se ha elevado hasta un nivel que impide estar al aire libre sin un traje especial, y la Antártida es el único ambiente agradable. La gente adinerada frecuentemente pretende acceder a terapias de evolución, que permiten saltar etapas de la evolución humana. El signo más evidente de este tratamiento es un mayor cráneo, de forma ligeramente hinchada. La inteligencia suele aumentar, aunque a veces de forma superficial. No obstante, en ciertas ocasiones el paciente experimenta una regresión en lugar de evolucionar.
En el inicio de la novela, el empresario Palmer Eldritch ha viajado en busca de productos comerciales al sistema solar de Próxima Centauri, donde ha permanecido durante una década.

### Resumen del argumento
Barney Mayerson, el jefe de los precogs de Equipos P.P. en Nueva York, ha sido llamado a filas para la nueva remesa de colonos a Marte. Mayerson, que todavía no ha superado la ruptura con su esposa Emily, acaba de iniciar una relación con Roni Fugate, su asistente. El nuevo marido de Emily intenta vender las cerámicas fabricadas por su esposa a Equipos P.P., como posibles accesorios de Perky Pat, pero Barney le reconoce y rechaza sus productos.
Mientras, la ONU rescata a Palmer Eldritch, cuyo vehículo espacial tuvo una avería en Plutón. Leo Bulero, jefe de Equipos P.P. y sometido a terapia de evolución, oye rumores acerca de un nuevo alucinógeno descubierto por Eldritch en el sistema Próxima, y su inminente comercialización como Chew-Zi, con el visto bueno de la ONU, en los planetas colonizados, lo cual acabaría con Equipos P.P. Bulero trata de contactar con Eldritch, pero este último se halla en cuarentena en un hospital de la ONU. Tanto Barney como Roni pronostican, mediante su capacidad precognitora, que Bulero matará a Eldritch. Entre tanto, Emily y su segundo marido le venden su cerámica a Icholtz (que trabaja para Palmer Eldritch a través de una empresa tapadera: Manufacturas Chew-Zi), y con el dinero recibido se someten a la terapia de evolución. Esto le provoca a Emily una regresión, haciendo que se repita en su creación artística sin darse cuenta.
Bajo la apariencia de un periodista, Bulero llega a un satélite artificial de la Tierra, donde Eldritch ha convocado una rueda de prensa. Bulero es secuestrado y forzado a tomar una dosis intravenosa de Chew-Zi. Así entra en un mundo sobre el que tanto él como Eldritch tienen cierto control. Tras ciertas negociaciones con Palmer Eldritch, Bulero llega a la Tierra, donde unos humanos evolucionados le identifican como un fantasma y le muestran una efigie suya donde se conmemora su asesinato de Palmer Eldritch, el "enemigo del sistema solar".
Bulero regresa a la Tierra y despide a Mayerson por haber sentido miedo y no haber viajado al satélite para rescatar a su jefe. Mayerson acepta su reclutamiento para la colonia marciana pero Bulero, arrepentido de la dureza con la que lo trató, lo readmite como agente secreto. Mayerson se deberá inocular a sí mismo un virus patógeno tras ingerir Chew-Zi, lo cual hará creer a la ONU que dicha droga es nociva y provocará su prohibición.
En Marte, Mayerson le compra cierta cantidad de Chew-Zi a Eldritch, que se aparece holográficamente en una transmisión desde una nave espacial. Mayerson trata de experimentar alucinaciones en las que todavía esté con Emily, pero descubre que esas alucinaciones no están bajo su control; al igual que Bulero, se ve a sí mismo en el futuro, encontrándose en Nueva York dos años después. Allí habla con Bulero, Fugate y su propio yo futuro acerca de la muerte de Palmer Eldritch. También se encuentra con varias manifestaciones de Eldritch, reconocibles por sus tres estigmas: mano derecha robótica, ojos artificiales con visores Jensen y dientes de acero.
Eldritch se ofrece para ayudar a Mayerson a convertirse en lo que él quiera. Cuando Mayerson, desesperado, elige convertirse en un muerto, él y Eldritch se convierten en una sola persona y Eldritch planea permitirle morir cuando Bulero mate a Eldritch. Mientras tanto, el propio Eldritch planea vivir como colono marciano bajo la forma de Mayerson.
Mayerson, prisionero en el cuerpo de Eldritch y siendo confundido con él, está a punto de morir asesinado por Bulero en el futuro, pero justo a tiempo, antes de que se efectúe el disparo fatal, es despertado en el presente por Bulero (que acaba de llegar a Marte) de su trance inducido por la Chew-Zi.
Bulero está deseando llevar a Mayerson de vuelta a la Tierra, pero renuncia a ello después de descubrir que Mayerson no se inyectó el virus, tal como se le había ordenado. Mayerson está ahora seguro de que Bulero matará a Eldritch y así detendrá sus planes, de modo que no es necesario sacrificarse para arruinarle el negocio, pero no trata de convencer de esto a Bulero. Más tarde, Mayerson comenta sus experiencias con una colona neo-cristiana, y ambos llegan a la conclusión de que, o bien Eldritch se convirtió en un dios en el Sistema Próxima, o bien fue sustituido por algún ser divino. Mayerson está convencido de que parte de Eldritch está aún dentro de él y de que, mientras renuncie a volver a consumir Chew-Zi, será Eldritch quien sea asesinado por Bulero en el futuro. Mayerson está mitad resignado, mitad esperanzado ante la perspectiva de vivir el resto de su vida como un colono marciano sin quedar exento de ese servicio; después de todo, Eldritch, con todo su poder divino, parece codiciar esa vida tan simple. Mayerson considera la posibilidad de que Eldritch sea lo que los humanos denominaron siempre "Dios", pero adverso, o tal vez simplemente un aspecto inferior de un Dios más grande y mejor.
Aunque él y los otros usuarios de la Chew-Zi son todavía "impuros", portando ocasionalmente los estigmas de Eldritch, todo lo que Mayerson ha aprendido de las experiencias del futuro de Bulero y del suyo propio sugiere que una vez que Bulero mate a Eldritch físicamente, la influencia de Eldritch irá desapareciendo del universo, aunque para ello haga falta mucho tiempo. Escogiendo una vida aburrida pero real en lugar de la Chew-Zi, Mayerson ayudará a conseguirlo. Por muy poco convencional que haya sido la historia, ésta tiene aquí un punto en común con la ópera espacial: "los buenos", que velan por el futuro de la Humanidad, son los que ganan; Eldritch pierde.
La escena final no entra en contradicción con este final feliz pero, haciendo gala de un cierto humor negro, plantea ciertas dudas. Bulero vuelve a la Tierra, tras darse cuenta de que, a pesar de que el plan del virus fracasó, todavía tiene la oportunidad de asesinar a Eldritch, tal como Mayerson predijo. Sin embargo, él y todos los que le rodean han desarrollado de repente manos derechas artificiales, ojos artificiales con visores Jensen y dientes de acero. Esto no entra en conflicto con el escenario de Mayerson, pues Eldritch no ha muerto, de modo que el universo está todavía contaminado, pero nos recuerda que Mayerson puede estar equivocado acerca de cómo terminará todo, que todavía hay una posibilidad de que Eldritch gane. Por una parte, en la última aparición de un episodio frecuente en la novela, el Bulero supuestamente evolucionado parece más estúpido que inteligente, y el destino de la Humanidad depende de su confusa consciencia; por otra parte, el libro indica previamente que una de las bromas favoritas de Eldritch es dejarse ver en aeropuertos y espaciopuertos para demostrar lo inevitable de su presencia; la novela termina antes de que aterrice la nave espacial en la que Bulero viaja, de forma que el lector no sabe si finalmente Eldritch aparece en el espaciopuerto para burlarse de Bulero.

### Aspectos de interés
La Chew-Zi se comercializa con el eslogan "Dios promete la vida eterna. Nosotros la damos". Los que toman la droga experimentan sensaciones parecidas a la vida de ultratumba según varias religiones occidentales y orientales. La Chew-Zi le permite a su usuario vivir "eternamente", eliminando aparentemente el tiempo y el espacio. Un viaje de unos pocos minutos de duración puede ser experimentado como si durase horas, días o incluso años. También se parece a la reencarnación en que le permite a la persona percibir el mundo que le rodea como si fuese una nueva forma de vida, aspecto que atraía al Secretario General de las Naciones Unidas de la novela, que era budista.
Todo el que prueba la Chew-Zi ve visiones de Eldritch, el cual parece tener el control de la experiencia. El título de la novela se refiere a los "tres estigmas" del propio Eldritch que, como ya se ha mencionado, consisten en una mano derecha robotica, ojos artificiales y dientes de acero. Eldritch no posee estigmas típicos, consistentes en la misteriosa aparición de heridas similares a las infligidas a Jesús de Nazaret durante su crucifixión.
Eldritch tiene características satánicas, puesto que es un individuo intrigante y sediento de poder que se presenta a sí mismo como un competidor de Dios (téngase en cuenta el eslogan con el que comercializa la Chew-Zi, con el cual afirma que otorga la vida eterna que Dios promete) y que exhibe apariencias sagradas y propias del más allá con oscuros fines. Mayerson postula que Eldritch es un aspecto de Dios. Bajo ciertos puntos de vista teológicos, Satán es un aspecto de Dios o una parte necesaria de su corte.
Eldritch puede ser también una figura gnóstica, metáfora del perverso "dios ciego" Samael. Como Samael, Eldritch toma el mundo existente y lo transforma, incluyendo en él error, sufrimiento, irrealidad y entropía. Dick exploró esta percepción de la realidad, la Creación de una divinidad perversa, en SIVAINVI, La invasión divina y otras obras. Los tres estigmas de Eldritch podrían constituir una metáfora de los tres aspectos de la deidad depravada del gnosticismo. Sin embargo, en varias narraciones gnósticas, el mundo es perfecto antes de la llegada de Samael. El mundo de Los tres estigmas de Palmer Eldritch no es perfecto antes de la llegada de Eldritch (de hecho, es duro y poco acogedor), y el mundo ficticio inducido por la Chew-Zi es menos entrópico que el mundo real (Dios promete la vida eterna. Nosotros la damos). Es posible que Eldritch sea un Samael del revés, sacando al mundo de una existencia corrupta y entrópica para dotarlo de otra eterna, pero esto es un arma de doble filo, ya que Eldritch asume por completo el control del mundo ficticio.
La novela hace también referencia a la Eucaristía. Mayerson postula que tal vez no sea apropiado que el ser inferior consuma al superior, y que el superior debería consumir al inferior (tal como Eldritch "toma posesión" de aquellos que consumen la Chew-Zi y como, en la escena final de la novela, todos poseen sus estigmas). Sin embargo, el consumo de la Chew-Zi no puede ser una inversión de la Eucaristía si la Chew-Zi es Eldritch: los seres inferiores lo están consumiendo a él.

### Escenas de humor adulto
Dick poseía cierto talento para mostrar el aspecto divertido o irónico de sus personajes. Así, en esta historia, Barney y Roni, ambos precogs, predicen al conocerse que se convertirán en amantes, de manera que deciden obviar los preliminares y consumar directamente la relación.
Otra escena de estas características tiene lugar entre los colonos marcianos. Un hombre y una mujer de la colonia acuerdan mantener una relación sexual, que llevarán a cabo como Perky Pat y Walt, usando la Can-Di; sin embargo, los otros colonos toman también la droga y comienzan a compartir la experiencia. Molestos, los amantes se recuperan de sus trances y deciden terminar en la realidad, antes de que los demás despierten, lo que empezaron en la irrealidad.

## Relación con la vida de Dick y otras obras del autor
Se puede encontrar cierto paralelismo entre las sensaciones de comunicación con la divinidad que Dick experimentó en febrero y marzo de 1974 (las experiencias "3-2-74") y ciertos aspectos de Los tres estigmas de Palmer Eldritch, que Dick exploró también en otras novelas y relatos cortos:
- Los días de Perky Pat (1963) es un relato corto en el cual aparecen por primera vez las muñecas Perky Pat, aunque en este cuento dichas muñecas eran objetos de valor para la gente de una Tierra posapocalíptica (y no para colonos marcianos) y, por otra parte, el consumo de drogas no forma parte de la historia. Dick experimentó una visión del rostro de Palmer Eldritch mientras escribía la historia, lo cual le llevó a componer Los tres estigmas de Palmer Eldritch.
- Tiempo de Marte (1964) también caracteriza a la ONU como una organización tiránica sometiendo a la población de las colonias fuera de la Tierra; en esta obra se describe la vida en Marte de forma menos desagradable, aunque sin llegar a ser agradable.
- La fe de nuestros padres (1967) también retrata un ser que, aún poseyendo características divinas, es amoral y avasallador.
- Ubik (1969) y El informe de la minoría (1956) desarrollan la idea de la explotación de la precognición con fines comerciales o gubernamentales.
- Laberinto de muerte (1970) también presenta las vidas de colonos planetarios como monótonas y aburridas, así como una organización autoritaria que los obliga a ir a nuevos mundos. Asimismo supone que la naturaleza de Dios puede ser diferente en otros planetas.
- Una mirada a la oscuridad (1977) tiene por personaje a una mujer de pelo oscuro (tema recurrente en la obra dickiana) cuyo nombre es Donna Hawthorne. Otro personaje femenino de rasgos parecidos y llamada Anne Hawthorne aparece en Los tres estigmas de Palmer Eldritch. Se podría especular que ambos personajes guardan alguna relación, aunque también podría ser coincidencia.
- El caso Rautavaara (1980) presenta otra Eucaristía invertida en la que el ser superior consume al inferior. Esta historia también implica a criaturas del sistema estelar de Próxima Centauri y podría así dar continuidad a Los tres estigmas de Palmer Eldritch.
- La invasión divina (1981) caracteriza un escenario en el cual las fuerzas satánicas han enturbiado la Tierra y Dios se ve forzado al exilio en otro sistema solar.
- La cerámica desempeña un papel en otras novelas de Dick: el protagonista de Gestarescala (1969) es un alfarero, y Amacaballo Fat, el personaje que representa al propio Dick en SIVAINVI (1981), valora mucho un objeto de cerámica que recibió como regalo de una joven traficante de drogas de la cual está encaprichado.

## Adaptaciones
En 2006, el libro fue adaptado al teatro por el director polaco Jan Klata.